# Madre Paula (série de televisão)
Madre Paula é uma série de televisão portuguesa do género dramático histórico exibida em 2017 pela RTP1 e produzida pela Vende-se Filmes. É uma adaptação do livro português Madre Paula, da autoria de Patrícia Müller.

## Sinopse
Paula é uma rapariga humilde. O pai, por razões financeiras, manda-a para o convento. Ela obedece, mas o seu destino não é dedicar a vida a Deus. D. João V tem um casamento infeliz e é no convento de Odivelas que escolhe as suas amantes. Quando conhece Paula, apaixona-se perdidamente. Os dois vivem um intenso e proibido amor, minado por conspirações e intrigas: a rainha, o irmão do rei e outras freiras não admitem a existência de sentimentos profundos entre sua alteza e uma mera freira. Poder, sexo e amor numa história inspirada em factos reais.
No século XVIII, em pleno reinado de D. João V de Portugal, viviam-se tempos de fausto na corte e de devassidão nos conventos. As freiras mais belas, mais jovens e mais ricas eram visitadas regularmente por homens poderosos da corte, da nobreza e até do clero, os quais, em clima de secretismo, as procuravam para satisfação sexual. D. João V era assíduo do Mosteiro de Odivelas, onde mantinha pelo menos uma amante. É para este Mosteiro que Paula, uma jovem órfã de mãe tão bela quanto pobre, é levada à força pelo seu pai, um ourives falido, que vê no convento a única hipótese de dar às filhas uma vida digna. D. João V, homem de muitas amantes dentro e fora de conventos, sente-se atraído por Paula como por nenhuma outra mulher até aí (e até ao fim da sua vida), acabando também por se apaixonar por ela. Este amor durará até ao fim da vida de ambos e dele nascerá um filho ilegítimo. Maria Ana, uma Rainha infeliz e só, transforma a sua mágoa numa perseguição implacável aos filhos ilegítimos de D. João V, mas tudo será diferente quando percebe que Paula não é apenas mais uma na vida do Rei, é sim a única que ele verdadeiramente amou, ama e amará para sempre. A Rainha decide encarar Paula como uma ameaça séria e não poupará esforços para a eliminar da vida de D. João V, aliando-se àqueles que, na corte, conspiram contra o Rei, nomeadamente o seu irmão, o Infante Francisco. O amor entre Paula e D. João V crescerá entre os espinhos da própria relação e também dos seus opositores, mas será tão imenso que ficará marcado para sempre na História.

## Elenco
| Ator/Atriz          | Personagem                   |
| ------------------- | ---------------------------- |
| Joana Ribeiro       | Paula                        |
| Paulo Pires         | João V                       |
| Sandra Faleiro      | Maria Ana                    |
| Miguel Nunes        | Francisco                    |
| Guilherme Filipe    | Corte-Real                   |
| Romeu Costa         | Supico de Morais             |
| Maria José Pascoal  | Abadessa Mariana de Castilho |
| André Nunes         | Álvaro                       |
| Joana Pais de Brito | Domingas                     |
| Pedro Lacerda       | Stieff                       |
| Filipe Vargas       | Martinho Barros              |
| Miguel Raposo       | Rafael                       |
| Nuno Janeiro        | Conde de Vimioso             |
| Paulo Oom           | Nuno da Cunha                |
| Maya Booth          | Madalena Máxima              |
| Rui Porto Nunes     | Manuel                       |
| Gabriela Barros     | Bárbara                      |
| Alice Medeiros      | Aia Marquesa de Nisa         |

### Elenco adicional
- Teresa Tavares - Margarida do Monte
- Alba Baptista - Ana
- Inês Curado - Carmen
- João Villas-Boas - Ludovico Colaço
- Miguel Monteiro - Abade de Alcobaça
- Pedro Caeiro - Bartolomeu de Gusmão
- Sara Carinhas - Mariana Sousa
- António Simão - Roque da Conceição
- Ivo Alexandre - Eduardo Mesquita
- Dinis Gomes - Adrião
- Miguel Moreira - Montalvão
- Lucília Raimundo - Delmira
- Cirila Bossuet - Anastasia
- Gustavo Sumpta - Diogo
- Jorge Vaz - Frei Bernardo
- Tania Guerreiro
- Marisa Matos - Aia Rainha
- Sara Felício - Carolina Augusta

## Episódios
| #  | Título           | Exibição em Portugal   | Audiência    | Audiência | Audiência |
| #  | Título           | Exibição em Portugal   | Espectadores | Share     | Rating    |
| -- | ---------------- | ---------------------- | ------------ | --------- | --------- |
| 1  | "Episódio n.º1"  | 5 de julho de 2017     | 323 000      | 8,1%      | 3,4%      |
| 2  | "Episódio n.º2"  | 12 de julho de 2017    | 256 500      | 6,6%      | 2,7%      |
| 3  | "Episódio n.º3"  | 19 de julho de 2017    | 256 500      | 6,8%      | 2,7%      |
| 4  | "Episódio n.º4"  | 26 de julho de 2017    | 281 100      | 7,3%      | 3,0%      |
| 5  | "Episódio n.º5"  | 2 de agosto de 2017    | 228 000      | 6,4%      | 2,4%      |
| 6  | "Episódio n.º6"  | 9 de agosto de 2017    | 256 500      | 6,6%      | 2,7%      |
| 7  | "Episódio n.º7"  | 16 de agosto de 2017   | 266 000      | 7,4%      | 2,8%      |
| 8  | "Episódio n.º8"  | 23 de agosto de 2017   | 190 000      | 6,1%      | 2,0%      |
| 9  | "Episódio n.º9"  | 30 de agosto de 2017   | 268 000      | 7,0%      | 2,8%      |
| 10 | "Episódio n.º10" | 6 de setembro de 2017  | 228 000      | 6,0%      | 2,4%      |
| 11 | "Episódio n.º11" | 13 de setembro de 2017 | 180 500      | 5,9%      | 1,9%      |
| 12 | "Episódio n.º12" | 20 de setembro de 2017 | 280 100      | 9,7%      | 3,0%      |
| 13 | "Episódio n.º13" | 27 de setembro de 2017 | 218 500      | 6,5%      | 2,3%      |

## Curiosidades
- A série teve uma audiência média de 2,6%/7,0% (rating/share).